# Pandora's Box (album Aerosmith)
Pandora's Box è una raccolta degli Aerosmith pubblicata nel 1991.
Pubblicata dalla Columbia Records per sfruttare il ritrovato successo della band con Geffen, la raccolta è composta da 3 dischi che contengono brani degli Aerosmith dai primi anni settanta agli inizi degli anni ottanta. Accanto a versioni alternative, brani inediti, versioni dal vivo e remix, Pandora's Box contiene materiale di studio pubblicato in precedenza, inizialmente rendendolo piuttosto caro per i fan della band. Il problema iniziale era di far contenere in una scatola di cartone i tre CD (ciascuno nella propria custodia, con inserti) e un opuscolo dettagliato che spiegava dettagliatamente le tracce e mostrava i commenti dei membri della band. Più tardi il problema della custodia venne affrontato utilizzando un cofanetto di cartone con l'opuscolo riprodotto in CD-size.
Fu anche pubblicata una riduzione di questo box nella compilation Pandora's Toys del 1994. Essa contiene solo 16 delle 52 tracce presenti in Pandora's box.

## Disco 1
| #  | Canzone                   | Compositore                          | Dettagli                                                    | Durata |
| -- | ------------------------- | ------------------------------------ | ----------------------------------------------------------- | ------ |
| 1  | "When I Needed You"       | Steven Tyler                         | Steven Tyler, pre-Aerosmith, con la band Chain Reaction     | 2:34   |
| 2  | "Make It"                 | Steven Tyler                         | Remix della versione originale dall'album Aerosmith         | 3:45   |
| 3  | "Movin' Out"              | Steven Tyler, Joe Perry              | Versione alternativa, inedita, dall'album Aerosmith         | 5:42   |
| 4  | "One Way Street"          | Steven Tyler                         | Dall'album Aerosmith                                        | 6:59   |
| 5  | "On the Road Again"       | Floyd Jones                          | Versione inedita dall'album Aerosmith                       | 3:36   |
| 6  | "Mama Kin"                | Steven Tyler                         | Dall'album Aerosmith                                        | 4:25   |
| 7  | "Same Old Song and Dance" | Steven Tyler, Joe Perry              | Dall'album Get Your Wings                                   | 3:53   |
| 8  | "Train Kept A-Rollin'"    | Tiny Bradshaw, Howard Kay, Lois Mann | Dall'album Get Your Wings                                   | 5:33   |
| 9  | "Seasons of Wither"       | Steven Tyler                         | Dall'album Get Your Wings                                   | 5:39   |
| 10 | "Write Me a Letter"       | Steven Tyler                         | Versione live inedita                                       | 4:18   |
| 11 | "Dream On"                | Steven Tyler                         | Dall'album Aerosmith                                        | 4:25   |
| 12 | "Pandora's Box"           | Steven Tyler, Joey Kramer            | Dall'album Get Your Wings                                   | 5:42   |
| 13 | "Rattlesnake Shake"       | Peter Green                          | Live radio inedita in onda su radio WKRQ, Cincinnati        | 10:28  |
| 14 | "Walkin' the Dog"         | Rufus Thomas                         | Live radio inedita in onda su radio WKRQ, Cincinnati        | 3:13   |
| 15 | "Lord of the Thighs"      | Steven Tyler                         | Versione live inedita dal Texxas Jam'78, Cottonbowl, Dallas | 7:13   |

## Disco 2
| #  | Canzone               | Compositore                              | Dettagli                                                                             | Durata |
| -- | --------------------- | ---------------------------------------- | ------------------------------------------------------------------------------------ | ------ |
| 1  | "Toys in the Attic"   | Steven Tyler, Joe Perry                  | Dall'album Toys in the Attic                                                         | 3:05   |
| 2  | "Round and Round"     | Steven Tyler, Brad Whitford              | Dall'album Toys in the Attic                                                         | 5:02   |
| 3  | "Krawhitham"          | Joey Kramer, Brad Whitford, Tom Hamilton | Inedito strumentale dall'album Draw the Line                                         | 3:59   |
| 4  | "You See Me Crying"   | Steven Tyler, Don Solomon                | Dall'album Toys in the Attic                                                         | 5:12   |
| 5  | "Sweet Emotion"       | Steven Tyler, Tom Hamilton               | Dall'album Toys in the Attic                                                         | 4:34   |
| 6  | "No More No More"     | Steven Tyler, Joe Perry                  | Dall'album Toys in the Attic                                                         | 4:33   |
| 7  | "Walk This Way"       | Steven Tyler, Joe Perry                  | Dall'album Toys in the Attic                                                         | 3:40   |
| 8  | "I Wanna Know Why"    | Steven Tyler, Joe Perry                  | Versione live inedita dal Texxas Jam '78, Cottonbowl, Dallas                         | 3:04   |
| 9  | "Big Ten-Inch Record" | Fred Weismantel                          | Versione live inedita dal Texxas Jam '78, Cotton Bowl, Dallas                        | 4:01   |
| 10 | "Rats in the Cellar"  | Steven Tyler, Joe Perry                  | Dall'album Rocks                                                                     | 4:06   |
| 11 | "Last Child"          | Steven Tyler, Brad Whitford              | Remix della versione originale dall'album Rocks                                      | 3:52   |
| 12 | "All Your Love"       | Otis Rush                                | Canzone inedita, registrata al Cenacle, Armonk, New York, maggio 1977                | 5:27   |
| 13 | "Soul Saver"          | Steven Tyler, Brad Whitford              | Prove inedite dalla sessione dell'album Rocks                                        | 0:53   |
| 14 | "Nobody's Fault"      | Steven Tyler, Brad Whitford              | Dall'album Rocks                                                                     | 4:22   |
| 15 | "Lick and a Promise"  | Steven Tyler, Joe Perry                  | Dall'album Rocks                                                                     | 3:05   |
| 16 | "Adam's Apple"        | Steven Tyler                             | Versione live inedita registrata durante un tour a Indianapolis, Indiana, 1977-07-04 | 4:48   |
| 17 | "Draw the Line"       | Steven Tyler, Joe Perry                  | Remix della versione originale dall'album Draw the Line                              | 3:43   |
| 18 | "Critical Mass"       | Steven Tyler, Tom Hamilton, Jack Douglas | Dall'album Draw the Line                                                             | 4:51   |

## Disco 3
| #  | Canzone                                      | Compositore                                                          | Dettagli                                                            | Durata |
| -- | -------------------------------------------- | -------------------------------------------------------------------- | ------------------------------------------------------------------- | ------ |
| 1  | "Kings and Queens"                           | Tom Hamilton, Joey Kramer, Steven Tyler, Brad Whitford, Jack Douglas | Dall'album Classics Live 2                                          | 5:33   |
| 2  | "Milkcow Blues"                              | Kokomo Arnold                                                        | Dall'album Draw the Line                                            | 4:15   |
| 3  | "I Live in Connecticut"                      | Steven Tyler, Joe Perry                                              | Prove inedite dalla sessione dell'album Night in the Ruts           | 0:56   |
| 4  | "Three Mile Smile"                           | Steven Tyler, Joe Perry                                              | Dall'album Night in the Ruts                                        | 3:45   |
| 5  | "Let It Slide"                               | Steven Tyler, Joe Perry                                              | Canzone inedita dalla sessione dell'album Night in the Ruts         | 2:55   |
| 6  | "Cheese Cake"                                | Steven Tyler, Joe Perry                                              | Dall'album Night in the Ruts                                        | 4:16   |
| 7  | "Bone to Bone" (Coney Island White Fish Boy) | Steven Tyler, Joe Perry                                              | Dall'album Night in the Ruts                                        | 3:01   |
| 8  | "No Surprize"                                | Steven Tyler, Joe Perry                                              | Dall'album Night in the Ruts                                        | 4:27   |
| 9  | "Come Together"                              | John Lennon, Paul McCartney                                          | Dall'album Greatest Hits                                            | 3:46   |
| 10 | "Downtown Charlie"                           | Aerosmith                                                            | Canzone inedita dalla sessione dell'album Night in the Ruts         | 2:34   |
| 11 | "Sharpshooter"                               | Brad Whitford, Derek St. Holmes                                      | Dall'album Whitford/St. Holmes                                      | 5:32   |
| 12 | "Shit House Shuffle"                         | Joe Perry                                                            | Prove inedite                                                       | 0:36   |
| 13 | "South Station Blues"                        | Joe Perry                                                            | Dall'album I've Got the Rock'n'Rolls Again di The Joe Perry Project | 4:11   |
| 14 | "Riff & Roll"                                | Steven Tyler, Jimmy Crespo                                           | Canzone inedita dalla sessione dell'album Rock in a Hard Place      | 3:18   |
| 15 | "Jailbait"                                   | Steven Tyler, Jimmy Crespo                                           | Dall'album Rock in a Hard Place                                     | 4:40   |
| 16 | "Major Barbara"                              | Steven Tyler                                                         | Versione alternativa inedita                                        | 5:06   |
| 17 | "Chip Away the Stone"                        | Richie Supa                                                          | Versione alternativa inedita                                        | 4:07   |
| 18 | "Helter Skelter"                             | John Lennon, Paul McCartney                                          | Canzone inedita dalla sessione dell'album Toys in the Attic         | 3:16   |
| 19 | "Back in the Saddle"                         | Steven Tyler, Joe Perry                                              | Dall'album Rocks                                                    | 4:49   |
| 20 | "Circle Jerk" (unlisted track)               | Brad Whitford                                                        | Inedito strumentale                                                 | 3:44   |

## Location delle registrazioni
- Back in the Saddle- Registrata alla Wherehouse, Waltham, Mass. & Record Plant Studios, NYC, febbraio-marzo 1976
- Cheese Cake- Registrato ai Media Sound e Record Plant Studios, NYC, maggio-agosto 1979
- Chip Away The Stone- Registrato al Long View Farm, Mass, 4 giugno 1978
- Circle Jerk- Reegistrato al Cenacle, Armonk, NY, & Record Plant Studios, NYC, giugno-ottobre 1977 (?)
- Come Together- Registrato alla Wherehouse, Mass, 21 agosto 1978
- Critical Mass- Registrato al Cenacle, Armonk, NY, & Record Plant Studios, NYC, giugno-ottobre 1977
- Downtown Charlie- Registrato al The Record Plant, NYC, 19 agosto 1978
- Draw The Line- Registrato al Cenacle, Armonk, NY, & Record Plant Studios, NYC, giugno-ottobre 1977
- Dream On- Registrato agli Intermedia Studios, Boston, 1972
- Helter Skelter- Registrato ai Great Northern Recording Studios, 1975
- I Live In Connecticut- Registrato alla Wherehouse, Waltham, Mass, 10 marzo 1979
- I Wanna Know Why- Registrato in tour al Cotton Bowl, Dallas, Texas, 4 luglio 1978
- Jailbait- Registrato alla Power Station, NYC & Criteria Studios, Miami, Florida, 1982
- Kings And Queens- Registrato live durante il tour in Boston, 28 marzo 1978
- Krawitham- Registrato al Cenacle, Armonk, NY, 2 maggio 1977
- Last Child- Registrato al Wherehouse, Waltham, Mass. & Record Plant Studios, NYC, febbraio-marzo 1976
- Let It Slide- Registrato ai Media Sound, NYC, marzo 1979
- Lick And A Promise- Registrato al Wherehouse, Waltham, Mass. & Record Plant Studios, NYC, febbraio-marzo 1976
- Lord Of The Thighs- Registrato in tour al Cottonbowl, Dallas, Texas, 4 luglio 1978
- Major Barbara- Registrato al Power Station, NYC, 20 maggio 1971
- Make It- Registrato agli Intermedia Studios, Boston, 1972
- Mama Kin- Registrato agli Intermedia Studios, Boston, 1972
- Milkcow Blues- Registrato al Cenacle, Armonk, NY, & Record Plant Studios, NYC, giugno-ottobre 1977
- Movin' Out- Registrato agli Intermedia Studios, Boston, 1972
- Nobody's Fault- Registrato al Wherehouse, Waltham, Mass. & Record Plant Studios, NYC, febbraio-marzo 1976
- No More No More- Registrato ai Record Plant Studios, NYC, febbraio 1975
- No Surprize- Registrato ai Media Sound e Record Plant Studios, NYC, maggio-agosto 1979
- One Way Street- Registrato agli Intermedia Studios, Boston, 1972
- On The Road Again- Registrato agli Intermedia Sound, 8 maggio 1972
- Pandora's Box- Registrato ai Record Plant Studios, NYC, tra il 17 dicembre 1973 e il 14 gennaio 1974
- Rats In The Cellar -Registrato al Wherehouse, Waltham, Mass. & Record Plant Studios, NYC, febbraio-marzo 1976
- Rattlesnake Shake- Registrato ai Counterpart studios, 1971
- Riff & Roll- Registrato al Power Station, NYC, 19 settembre 1981
- Round And Round- Registrato ai Record Plant Studios, NYC, febbraio 1975
- Same Old Song And Dance- Registrato ai Record Plant Studios, NYC, tra il 17 dicembre 1973 e il 14 gennaio 1974
- Seasons Of Wither- Registrato ai Record Plant Studios, NYC, tra il 17 dicembre 1973 e il 14 gennaio 1974
- Sharpshooter- Registrato agli Axis Studios, Atlanta, 1980-81
- Shit House Shuffle- Registrato al Media Sound, NYC, 30 maggio 1979
- Soul Saver- Registrato ai Record Plant Studios, NYC, febbraio, 1975
- South Station Blues- Registrato alla Boston Opera House e Wherehouse, Waltham, Mass, 1981
- Sweet Emotion- Registrato ai Record Plant Studios, NYC, febbraio, 1975
- Three Mile Smile- Registrato ai Media Sound e Record Plant Studios, NYC, 10 luglio 1979
- Toys In The Attic- Registrato ai Record Plant Studios, NYC, febbraio 1975
- Train Kept A Rollin'- Registrato ai Record Plant Studios, NYC, tra il 17 dicembre 1973 e il 14 gennaio 1974
- Walkin' The Dog- Registrato ai Counterpart studios, 1971
- Walk This Way- Registrato ai Record Plant Studios, NYC, febbraio 1975
- When I Needed You- Registrato ai CBS Studios, NYC, 5 ottobre 1966
- Write Me A Letter- Registrato in tour a Boston, novembre 1976
- You See Me Crying- Registrato ai Record Plant Studios, NYC, febbraio 1975

## Classifiche
Album - Billboard (Nord America)
| Anno | Classifica        | Posizione |
| ---- | ----------------- | --------- |
| 1992 | The Billboard 200 | 45        |

## Premi
| Organizzazione | Livello          | Data            |
| -------------- | ---------------- | --------------- |
| RIAA - USA     | Disco d'oro      | 14 gennaio 1992 |
| RIAA - USA     | Disco di platino | 16 agosto 1996  |